# مدرسه نظامی سن-سیر
مدرسه نظامی سن-سیر (به فرانسوی: École spéciale militaire de Saint-Cyr) مشهورترین مدرسه نظامی در فرانسه است که در حال حاضر در بخش گور در برتاین فرانسه قرار دارد.

## تاریخچه
این دانشگاه توسط ناپلئون بناپارت و به سال ۱۸۰۳ بنیان نهاده شد. در آغاز در نزدیکی پاریس بود. پس از اشغال فرانسه در جنگ جهانی دوم توسط قوای آلمان، این مدرسه برای مدتی به جنوب فرانسه منتقل شد و سپس تعطیل شد. پس از آزادسازی فرانسه و به علت تخریب ساختمان قدیمی، مدرسه به مکان فعلی منتقل شد. از سال ۱۸۰۲ تا کنون ۶۵٬۰۰۰ نفر از مدرسه سن سیر فارغ‌التحصیل شده‌اند.

## برنامه و دروس
دانشجویان از طریق یک امتحان سالیانه انتخاب شده و یک دوره سه ساله را طی می‌کنند. مفاد دروس مرکب است از دروس آکادمیک، نظامی، مدیریتی و تربیت بدنی. سال تحصیلی نیز از اوائل پائیز شروع می‌شود. پس از طی دوره سه ساله دانشجو درجه ستوانی را دریافت کرده و پیش از فارغ‌التحصیل شدن بایستی در یکی از رشته‌های زیر به مدت یک سال ادامه تحصیل دهد: مهندسی، علوم پایه، تاریخ، جغرافیا، زبانهای خارجی، حقوق، اقتصاد، علوم رایانه، علوم سیاسی، تربیت بدنی و …

## فارغ‌التحصیلان ایرانی بنام سن سیر
1. سردار همایون
2. سپهبد حاجعلی رزم‌آرا[۴]
3. سرلشکر احمد خسروانی[۴]
4. سرلشکر آقابزرگ خان مهنا[۴]
5. ارتشبد بهرام آریانا
6. سپهبد تیمور بختیار
7. ارتشبد فریدون جم
8. ارتشبد جعفر شفقت
9. سرلشکر منوچهر خسروداد